# 柚木武
柚木武（日语：／ Yuzuki Takeru，1998年9月22日—），栃木县栃木市人，日本男子网球运动员。
柚木武在2023年日本网球公开赛上首次参加ATP巡回赛正赛，此前他与渡边圣太作为幸运落败者一起进入双打正赛。在2025年澳网以外卡身份进入双打正赛后首次亮相大满贯正赛。